# Medvezja svadba
Medvezja svadba (ryska: Медвежья свадьба, fritt översatt: Björnarnas bröllop) är en sovjetisk dramafilm från 1925, regisserad av Vladimir Gardin och Konstantin Eggert.

## Handling
Filmen utspelar sig i Litauen under första hälften av 1800-talet. Björnen attackerar grevinnan, som ett resultat av vilket hon tappar förståndet, och hennes son får en patologi och attackerar bondekvinnorna, vilket orsakar upprördhet hos lokalbefolkningen, som bestämmer sig för att sätta eld på slottet

## Rollista
- Konstantin Eggert – Kazimir Sjemet
- Aleksandra Kartseva – Adelina Sjemet, hans hustru
- Jurij Zavaskij – Olgerd Kejstut
- Vera Malinovskaja –
- B. Afonin
- Varvara Aljochina
- Aleksandr Gejrot
- Adeli